# Mary Pearcey
Mary Pearcey (Londra, 1866 – Londra, 23 dicembre 1890) è stata una criminale britannica, condannata a morte nel 1890 per aver ucciso, con modalità che sembravano ricordare gli omicidi di Jack lo Squartatore, la moglie dell'amante e la loro figlia, morta per soffocamento.
Secondo alcune ipotesi degli ultimi anni, ma già battute in passato, sarebbe proprio lei il noto serial killer britannico. Questa tesi è stata inizialmente suffragata da diversi esami del Dna fatti sulla saliva dei francobolli sulle lettere di Jack, che avevano messo in dubbio il fatto che il serial killer fosse stato un uomo.

## Vita
Mary Pearcey (nome da nubile: Mary Eleanor Wheeler) nacque a Londra nel 1866. Suo padre, Thomas Wheeler, venne condannato per l'omicidio di Edward Anstee. Mary crebbe con la madre e sua sorella più grande. Venne giustiziata il 23 dicembre 1890 per l'omicidio dell'amante del marito e della loro figlia.
Mary Wheeler prese il nome di "Pearcey" da John Charles Pearcey, un falegname con cui aveva vissuto ma che la aveva lasciata a causa della sua infedeltà. In seguito andò a vivere con Frank Hogg, che aveva almeno un'altra amante, Phoebe Styles. Styles rimase incinta e Hogg la sposò all'insistenza di Mary. Vissero a Kentish Town, Londra. Hogg ebbe una figlia da Phoebe Hogg.

## L'assassinio di Phoebe Hogg
Il giorno 14 ottobre 1890, la signora Hogg accettò un invito di Mary. I vicini sentirono delle urla e dei suoni di violenza verso le 16.00. Quella sera il cadavere di una donna fu trovato su di un cumulo di rifiuti ad Hampstead. Il cranio era rotto e la testa separata nettamente dal collo. A circa un miglio di distanza fu trovata una carrozzina nera, con i cuscini intrisi di sangue. Una bambina di diciotto mesi fu trovata morta a Finchley. I due corpi furono identificati come quello di Phoebe Hogg e di sua figlia. Mary Pearcey era stata vista spingere un passeggino nero per le strade del nord di Londra dopo il tramonto. Quando la polizia perquisì la casa trovò schizzi di sangue sulle pareti, sul soffitto, su una gonna, un grembiule ed altri oggetti nonché macchie di sangue su di un coltello ed un attizzatoio. Interrogata dalla polizia disse di "aver avuto un problema con i topi e di aver cercato di ucciderli". Mary fu processata per omicidio e condannata. Protestò sempre per la sua innocenza in tutto il processo, ma fu condannata a morte per impiccagione, la condanna fu eseguita il 23 dicembre 1890.
| Controllo di autorità | VIAF (EN) 15152501099010681527 · LCCN (EN) n2018023604 |